# Краснооктябрьское сельское поселение (Владимирская область)
Краснооктя́брьское се́льское поселе́ние — муниципальное образование в составе Гусь-Хрустального района Владимирской области.
Административный центр — посёлок Красный Октябрь.

## История
Краснооктябрьское сельское поселение образовано 25 мая 2005 года в соответствии с Закон Владимирской области № 69-ОЗ. В его состав вошли территории бывших Аксёновского и Краснооктябрьского сельских округов.

## Население
| 2010  | 2011  | 2012  | 2013  | 2014  | 2015  | 2016  | 2017  | 2018  |
| ----- | ----- | ----- | ----- | ----- | ----- | ----- | ----- | ----- |
| 1500  | ↘1494 | ↘1459 | ↘1383 | ↘1344 | ↘1314 | ↘1293 | ↘1273 | ↘1270 |
| 2019  | 2020  | 2021  |       |       |       |       |       |       |
| ↘1228 | ↘1200 | ↗1351 |       |       |       |       |       |       |

## Состав сельского поселения
| №  | Населённый пункт | Тип населённого пункта          | Население |
| -- | ---------------- | ------------------------------- | --------- |
| 1  | Аксёново         | деревня                         | ↘401      |
| 2  | Бараново         | деревня                         | ↘49       |
| 3  | Герольд          | посёлок                         | →0        |
| 4  | Красный Октябрь  | посёлок, административный центр | ↘740      |
| 5  | Маслиха          | деревня                         | ↘0        |
| 6  | Нагорный         | посёлок                         | ↘0        |
| 7  | Окатово          | деревня                         | ↘103      |
| 8  | Савиково         | деревня                         | ↘4        |
| 9  | Степаново        | деревня                         | ↘8        |
| 10 | Цикуль           | село                            | ↘46       |